# Avkomsträtt
Avkomsträtt, i juridisk text även "rätt till avkomst eller annan förmån av fast egendom", betyder rätt att från viss fast egendom årligen få ut en bestämd mängd av naturaprodukter (exempelvis spannmål, rotfrukter eller ved) eller andra varor (exempelvis klädespersedlar eller stenkol) eller penningbelopp, någon gång även sådana förmåner som skjutstjänster eller uppassning. Även bostadsförmån och brukningsrätt till jordområde (potatisland, kåltäppa) kan, om än något oegentligt, ingå i en avkomsträtt. Dylik rätt förekom oftast som undantag, villkorat vid avstående av äganderätten till hemman, men även frälseränta och vissa andra onera realia är att anse som avkomsträtter.
I civilrättens system hänförs avkomsträtterna till sakrätten.